# Audulf (Friesland)
Audulf ist der älteste nachgewiesene Fürst in Friesland.
Das einzige Zeugnis von Audulf ist eine Münze aus dem sechsten Jahrhundert. Auf der Vorderseite zeigt sie einen diademgeschmückten Männerkopf im Profil und die Umschrift „AVDVLFVS FRISIA“, auf der Rückseite ein lateinisches Kreuz und die Umschrift: „VICTVRIA AVDVLFO“.